# Lijst van afleveringen van Super Robot Monkey Team Hyperforce Go!
Dit is een lijst met afleveringen van de Amerikaanse televisieserie Super Robot Monkey Team Hyperforce Go!. De serie telt twee seizoenen. Een overzicht van alle afleveringen is hieronder te vinden.

## Seizoen 1
| Nr. | Titel aflevering             | Uitzenddatum VS   |
| --- | ---------------------------- | ----------------- |
| 1   | Chiro's Girl                 | 18 september 2004 |
| 2   | Depths of Fear               | 25 september 2004 |
| 3   | Planetoid Q                  | 10 februari 2005  |
| 4   | Magnetic Menace              | 9 oktober 2004    |
| 5   | The Sun Riders               | 16 oktober 2004   |
| 6   | Secret of the Sixth Monkey   | 23 oktober 2004   |
| 7   | Pit Of Doom                  | 30 oktober 2005   |
| 8   | Thingy                       | 31 oktober 2004   |
| 9   | Flytor                       | 11 juni 2004      |
| 10  | A Man Called Krinkle         | 20 november 2004  |
| 11  | Ape New World                | 4 december 2004   |
| 12  | Circus of Ooze               | 11 december 2004  |
| 13  | Hidden Fortress              | 18 december 2004  |
| 14  | Skeleton King                | 6 februari 2005   |
| 15  | World of Giants              | 12 februari 2005  |
| 16  | The Lords of Soturix 7       | 19 februari 2005  |
| 17  | In The Grip Of Evil          | 25 februari 2005  |
| 18  | Versus Chiro                 | 5 maart 2005      |
| 19  | Shadow Over Shuggazoom       | 3 december 2005   |
| 20  | The Sun Riders Return        | 19 maart 2005     |
| 21  | Hunt for the Citadel of Bone | 9 april 2005      |
| 22  | Snowbound                    | 16 april 2005     |
| 23  | Wonder Fun Meat World        | 23 april 2005     |
| 24  | The Skeleton King Threat     | 9 oktober 2005    |
| 25  | Antauri's Masters            | 7 mei 2005        |
| 26  | I, Chiro                     | 15 mei 2005       |

## Seizoen 2
| Nr. | Titel aflevering         | Uitzenddatum VS  |
| --- | ------------------------ | ---------------- |
| 1   | Savage Lands: Part 1     | 25 oktober 2005  |
| 2   | Savage Lands: Part 2     | 24 oktober 2005  |
| 3   | A Ghost in the Machinder | 7 november 2005  |
| 4   | Season of the Skull      | 30 oktober 2005  |
| 5   | The Stranded Seven       | 21 november 2005 |
| 6   | Girl Trouble             | 10 december 2005 |
| 7   | Brothers in Arms         | 16 december 2005 |
| 8   | Monster Battle Club Now! | 19 december 2005 |
| 9   | Meet the Wigglenog       | 31 januari 2006  |
| 10  | Big Lug                  | 16 januari 2006  |
| 11  | Prototype                | 5 februari 2006  |
| 12  | Wormhole                 | 13 februari 2006 |
| 13  | Belly of the Beast       | 20 februari 2006 |